# Jane Cronin Scanlon
Pour les articles homonymes, voir Cronin et Scanlon.
Jane Smiley Cronin Scanlon, qui publie sous son nom de jeune fille Jane Cronin, née le 17 juillet 1922 à New York et morte le 19 juin 2018, est une mathématicienne américaine qui travaille sur les équations différentielles et leurs applications à la biologie.

## Biographie
Scanlon commence par étudier la physique. En 1949, elle obtient un Ph.D. de mathématiques à l'université du Michigan, sous la direction de Erich Rothe (de),. Elle travaille ensuite comme mathématicienne pour l'US Air Force et l'American Optical Company et a enseigné au Wheaton College. et au Stonehill College et, à partir de 1957 à l'Institut polytechnique de Brooklin. De 1965 jusqu'à sa retraite en 1991, elle est professeur à l'université Rutgers. 
Elle est conférencière Noether en 1985.
Scanlon travaille en particulier sur la théorie qualitative et géométrique des équations différentielles et sur des applications, par exemple à des équations de propagation de l'influx nerveux comme celles du modèle de Hodgkin-Huxley.
Elle est mariée et a quatre enfants.

## Sélection de publications
- (en) Advanced Calculus, Boston, Heath, 1967
- (en) Differential Equations : Introduction and Qualitative Theory, Dekker, 1994 (1re éd. 1980) (3e éd. CRC/Chapman & Hall, 2008)
- (en) Fixed Points and Topological Degree in Nonlinear Analysis, AMS, 1964 (lire en ligne)
- (en) Mathematical aspects of the Hodgkin-Huxley neural theory, CUP, 1987 (lire en ligne)
- (en) Mathematics of Cell Electrophysiology, Dekker, 1981